# Filmová kamera

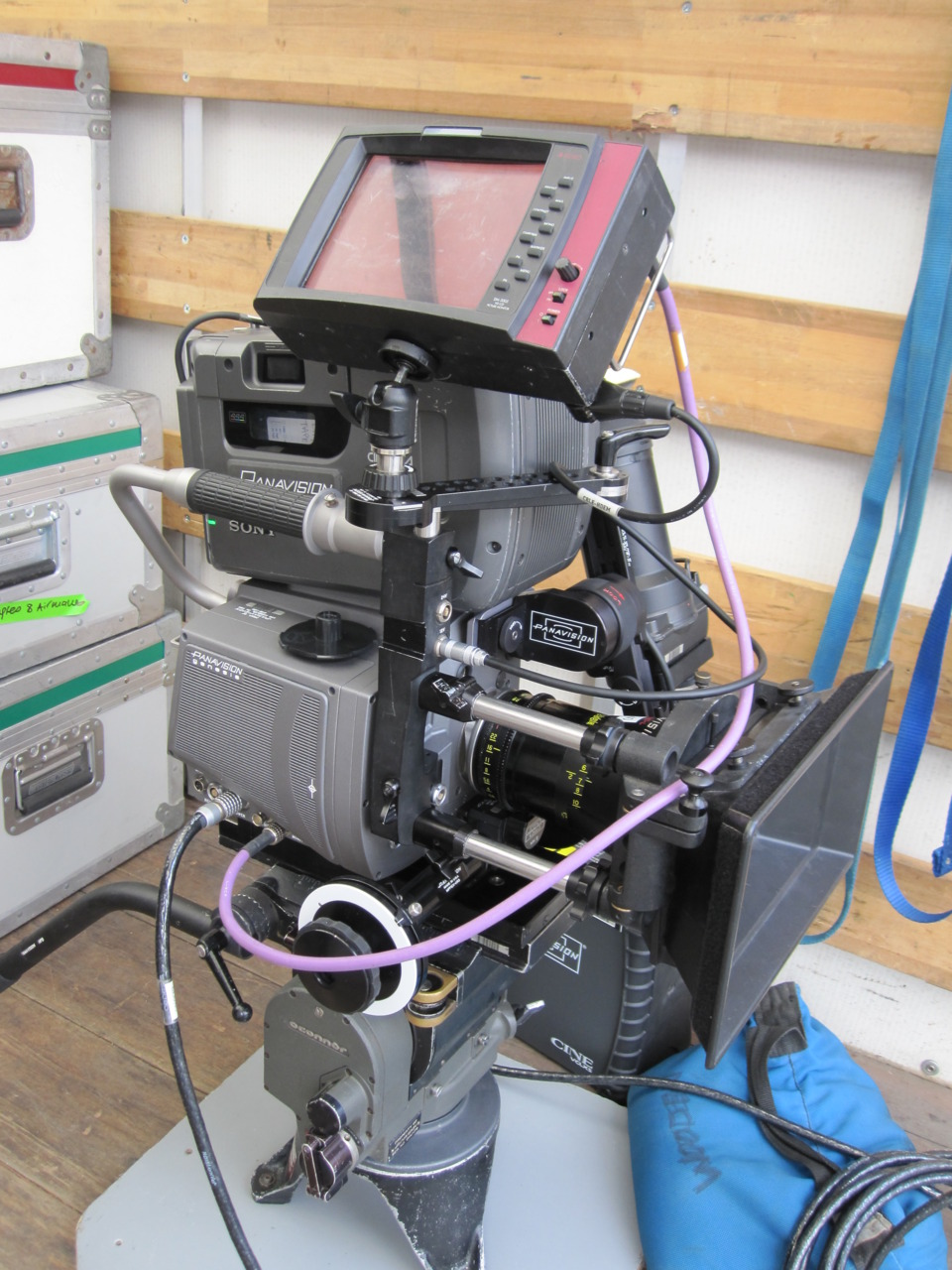
Moderní filmová kamera Panavision Genesis

Filmová kamera je technické optické zařízení, jehož prostřednictvím je možno zachytit obrazy pro kinematografii, televizi apod. Jde vlastně o velký speciální fotoaparát, upravený pro kontinuální fotografování.
Principem záznamů obrazu filmovou kamerou je kontinuální exponování obrazů na filmový pás, přičemž časové intervaly mezi jednotlivými snímky musí být kratší než hranice rozpoznatelnosti lidského oka, které není schopno (vlivem setrvačnosti lidského oka) rozlišit dva po sobě následující obrazy. Pokud následují za sebou dva obrazy rychleji než za 1/16 sekundy lidské oko tento fakt není schopno zachytit a lidský mozek vnímat.
Při promítání (ve filmové promítačce) takto nasnímaných obrazů stejnou rychlostí, jakou byl původní obraz nasnímán filmovou kamerou (typicky 24krát za sekundu), lidské oko vnímá obraz jako kontinuálně se pohybující (obrazy se v lidském mozku slévají dohromady).

## Konstrukce kamery

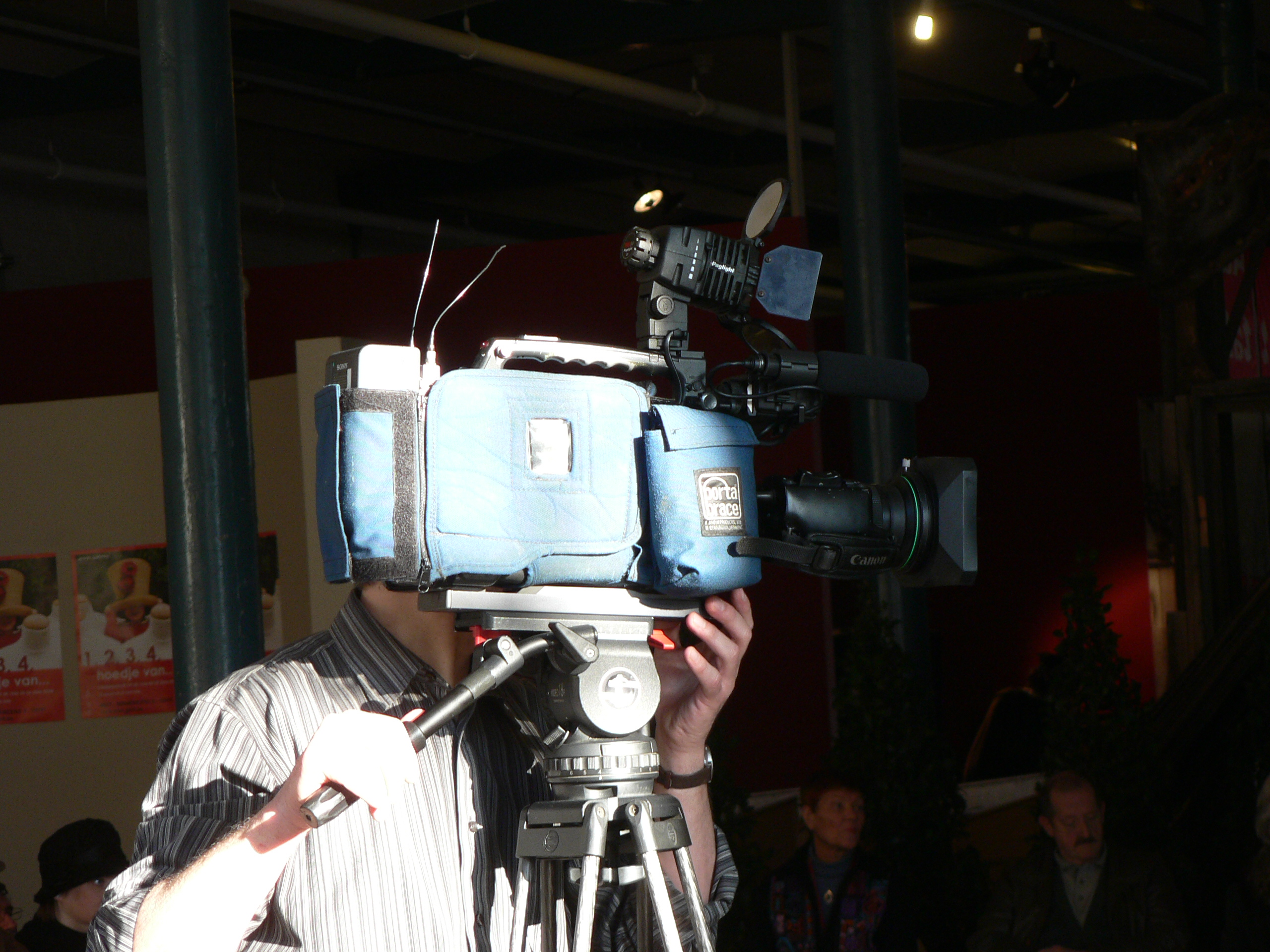
Filmová kamera Filmcamera Porta Brace

Kamera vychází z principu běžného fotoaparátu známému z klasické fotografie. V kameře tedy dochází k tomu, že na filmový pás (kinofilm) přístroj pořizuje v pravidelných časových intervalech jednu fotografii za druhou (typicky tedy 24 fotografií za sekundu).
Obdobně jako klasický fotoaparát obsahuje filmová kamera objektiv, který převádí dopadající venkovní světlo na vnitřní filmový pás. Filmová kamera je také vybavena závěrkou určenou k regulaci clony a vlastní clonkou zajišťující expozice snímků v daný přesný časový okamžik. Na rozdíl od klasického fotoaparátu se film pohybuje v kameře prakticky pravidelně krokově s velmi přesným konstantním intervalem. Oba pohyby, tedy pohyb závěrky i pohyb filmu zde musí být velmi přesně vzájemně synchronizovány. Důležitá je zde i naprosto přesná poloha filmového pásu, který se v kameře pohybuje pomocí důmyslného mechanického systému vodících lišt a přítlačných součástek.
Aby nebyl výsledný obraz rozmazaný nebo roztřesený, v době expozice filmu (otevřené závěrky) se nesmí filmový pás nijak pohybovat, musí být v naprostém klidu a musí se nacházet na přesném místě. Po uzavření závěrky mechanizmus kamery velmi rychle a velice přesně (jde o velmi malý zlomek sekundy) posune filmový pás o jedno políčko dále tak, aby mohl být v následujícím kroku exponován další snímek.
Pohyb filmu je tedy velice přesný i rychlý (časově i polohově). Aby toho bylo možno dosáhnout, je klasický filmový pás na okraji po celé své délce perforován. Mechanizmus kamery pak prostřednictvím pohyblivých součástí zapadajících do perforace pásu (kolíčky, drápky) postrkuje filmový pás kupředu. Celý vnitřní mechanizmus kamery je obvykle poháněn jedním přesným elektromotorkem, který zde pohání všechny pohyblivé mechanizmy kamery včetně závěrky. Poháněcí elektromotor musí být vyroben velice přesně, neboť celý mechanizmus kamery musí pracovat pod dlouhou dobu s přesnou konstantní rychlostí.
Profesionální i amatérské kamery bývají vybaveny regulací počtu snímků za sekundu (například od 1 do 50), takže lze s pomocí takto vybavené kamery obraz při promítání zrychlovat nebo zpomalovat.

## Pohon kamery
Pohon kamery obstarává elektromotorek. V dávných dobách filmové prehistorie byly první filmové kamery poháněny pouze ručně kameramanem pomocí kliky. Pozdější menší kamery měly pohon na pero, které se natahovalo ručně - například československé amatérské kamery značky Admira.

## Filmový pás
Klasický 35 mm kinofilm se do kamery původně vkládal z kazet, ve kterých byl mechanicky namotán na kovové cívce. Kazeta se připevnila na kameru, filmový pás do kamery vstupoval vstupním otvorem. Exponovaný film ze navíjel na druhou cívku v jiné (na počátku prázdné) kazetě.

## Současnost
V současné době, kdy dochází k nástupu elektroniky a digitální techniky prakticky ve všech oblastech lidského života, tyto trendy neminuly ani klasické filmové kamery. Moderní profesionální kamery mají zcela běžně paralelní výstup pro digitální videozáznam, který také umožňuje prakticky okamžitou kontrolu právě nasnímané sekvence pomocí náhledového monitoru.
Všechny profesionální kamery jsou vybaveny špičkovými výměnnými objektivy případně transfokátory, vlastní tělo kamery se v současnosti vyrábí z odlehčených kompozitních materiálů, což radikálně snižuje celkovou hmotnost přístroje do té míry, že je v případě potřeby kamery nosit i v ruce (nepoužívat stativy).

## Příslušenství

### Optické
- kompendium (mattebox)
- objektivy, transfokátory
- předsádkové filmy
- kamerové očnice
- ostřící kolečko
- režisérský hledáček

### Ostatní
- kamerové baterie
- montážní úchyty na stativ a stativové hlavy
- náhledové monitory
- pláštěnky a ochranné clony